# Arabische Lente
De Arabische Lente (Arabisch: الربيع العربي, ar-rabīˁ al-ˁarabī) was een golf van opstanden, protesten en revoluties in de Arabische wereld die begon op 18 december 2010 en bestaat uit revoluties in Tunesië, Egypte, Libië en Jemen, een burgeroorlog in Syrië, grote demonstraties en protesten in Bahrein, protesten van middelgrote schaal in Jordanië, Marokko, Algerije, Irak, Oman en de Palestijnse gebieden en incidentele protesten in Mauritanië, Saoedi-Arabië, Soedan, Libanon en Koeweit. Alleen in Qatar en in de Verenigde Arabische Emiraten zijn geen incidenten gemeld.

## Oorzaken
Oorzaken voor de protesten verschillen van land tot land. De meest genoemde oorzaken zijn onderdrukking, oneerlijk verlopen verkiezingen, corruptie, prijsstijgingen, gebrek aan politieke vrijheid en werkloosheid. In diverse demonstraties uiten burgers van Arabische regimes hun onvrede en stellen ze hun zittende regeringen verantwoordelijk.
Veel Arabische landen (met name Egypte) hadden te maken met een inzettende demografische overgang. Door de kloof tussen een hoog geboortecijfer en een laag sterftecijfer. Hierdoor vormde zich een 'jeugdbult': een relatief groot cohort aan jongvolwassenen trad toe tot een arbeidsmarkt die de toevloed niet kon verwerken, met jongerenwerkloosheid tot gevolg. Aangezien jongeren in die situatie snel geneigd zijn ouderen te bekritiseren, waren jongeren sneller geneigd tot protesteren. Hierdoor droeg de demografische situatie bij aan instabiliteit.
Het incident dat de vlam in de pan deed slaan was de zelfverbranding van de Tunesische straatverkoper Mohammed Bouazizi, op 17 december 2010, uit protest tegen de inbeslagneming van zijn handelswaren en de vernederingen die hij onderging door toedoen van een vrouwelijke politieagent. Dit leidde tot massale protesten en de val van de Tunesische regering, waarop de instabiliteit oversloeg naar andere landen.

## Overzicht
| Land                   | Startdatum                                                               | Status van de protesten | Resultaat | Dodental    | Situatie                                                                                       |
| ---------------------- | ------------------------------------------------------------------------ | --- | --- | ----------- | ---------------------------------------------------------------------------------------------- |
| Tunesië                | 18 december 2010                                                         | Regering omvergeworpen op 14 januari 2011 | - Aftreden van president Ben Ali en Minister-President Ghannouchi - Opdoeken van de staatspolitie - Opdoeken van de RCD, de voormalige regeringspartij van Tunesië, en het vereffenen van haar tegoeden - Vrijlating van politieke gevangenen - Verkiezingen voor een Grondwetgevende vergadering op 23 oktober 2011 | 338         | Regering ten val gebracht                                                                      |
| Algerije               | 28 december 2010                                                         | Geëindigd op 10 januari 2012 | - Opheffen van de 19-jaar oude noodtoestand - Politieke concessies door president Bouteflika | 8           | Grootschalige protesten                                                                        |
| Jordanië               | 14 januari 2011                                                          | Geëindigd op 4 oktober 2012 | - Koning Abdoellah II ontslaat Minister-President Rifai en zijn kabinet | 1           | Regering n.a.v. protesten gewijzigd                                                            |
| Oman                   | 17 januari 2011                                                          | Geëindigd op 8 april 2011 | - Economische concessies door Sultan Qaboes - Ontslag van ministers - Toekenning van wetgevende macht aan Omans gekozen vertegenwoordiging | 2–6         | Regering n.a.v. protesten gewijzigd                                                            |
| Saoedi-Arabië          | 21 januari 2011 (Officiële protesten begonnen op 11 maart 2011)          | Geëindigd op 24 december 2012 | - Economische concessies door koning Abdoellah - Lokale verkiezingen in 2011 - Koning Abdoellah kondigt stemrecht en verkiesbaarheid voor vrouwen aan in de lokale verkiezingen in 2015 - Duizenden preventieve arrestaties volgens Amnesty International | 24          | Kleinschalige protesten                                                                        |
| Egypte                 | 25 januari 2011                                                          | Twee regeringen omvergeworpen (op 11 februari 2011 en 3 juli 2013). Aanhoudend geweld tot 2014.                                                                                                  | - Aftreden van president Mubarak en ministers-presidenten Nazif en Shafik - Overdracht van de macht aan de Strijdkrachten - Opschorting van de Constitutie en opdoeken van het Parlement - Ontbinden van de Staatsveiligheid en Onderzoek Dienst - Opdoeken van de NDP, de voormalige regeringspartij van Egypte, en het overzetten van haar tegoeden naar de staat. - Berechting van Mubarak, zijn familie en zijn voormalige ministers. | 875         | Twee regeringen omvergeworpen (Moebarak regering omvergeworpen • Morsi regering omvergeworpen) |
| Syrië                  | 26 januari 2011 (Grootschalige protesten begonnen op 15 maart 2011).     | Volksopstand en revolutie, die in juni 2012 escaleerde tot een voortdurende burgeroorlog. Regering omvergeworpen op 8 december 2024.                                                             | - Vrijlating van enkele politieke gevangenen - Einde aan de noodtoestand - Ontslag van provinciale leiders - Militair offensief in Hama, Daraa en andere gebieden - Ontslagen in het parlement - Ontslag van de regering - Kleine groep overlopers en opstootjes binnen het Syrische leger - Formatie van een oppositieleger bestaande uit voornamelijk overlopers van het Syrische leger - Formatie van de Nationale Raad van Syrië | 220000+     | Voortdurende burgeroorlog Regering ten val gebracht                                            |
| Jemen                  | 27 januari 2011                                                          | Twee regeringen omvergeworpen (op 27 februari 2012 en 22 januari 2015). Aanhoudend geweld. | - Ontslag van parlementsleden van de regeringspartij - Op 4 juni raakt president Saleh gewond bij een aanval op zijn compound in the Jemenitische hoofdstad Sanaa. Na een behandeling in Saoedi-Arabië keerde hij terug naar Jemen op 23 september 2011. - Vicepresident Abd al-Rahman Mansur al-Hadi neemt de taken van Saleh over als waarnemend president op 4 juni 2011 - Saleh heeft meerdere keren zijn vertrek aangekondigd, maar heeft deze beloften ook vaak weer ingetrokken - Op 23 november 2011 droeg Saleh officieel de macht over aan zijn vicepresident. Binnen 90 dagen hebben er verkiezingen plaatsgevonden. | 2000+       | Twee regeringen omvergeworpen (Saleh regering omvergeworpen • Hadi regering omvergeworpen)     |
| Djibouti               | 28 januari 2011                                                          | Geëindigd op 11 maart 2011 | | 2           | Kleinschalige protesten                                                                        |
| Somalië                | 28 januari 2011                                                          | Geëindigd | | 0           | Kleinschalige protesten                                                                        |
| Soedan                 | 30 januari 2011                                                          | Geëindigd in 2013 | - President Bashir zal geen volgende termijn zitten na 2015 | 200+        | Grootschalige protesten                                                                        |
| Palestina              | 10 februari 2011                                                         | Geëindigd op 5 oktober 2012 | | 0           | Kleinschalige protesten                                                                        |
| Bahrein                | 14 februari 2011                                                         | Geëindigd op 18 maart 2011 | - Economische concessies door koning Hamad - Vrijlating van politieke gevangenen - Ontslag van ministers - GCC tussenkomst op aanvraag van de regering van Bahrein | 122         | Aanhoudende onlusten en gouvernementele wijzigingen                                            |
| Libië                  | 15 februari 2011 (Grootschalige protesten begonnen op 17 februari 2011). | Regering omvergeworpen op 23 augustus 2011. Aanhoudend geweld. | - Omverwerping van Al-Qadhafi - Opstandelingen nemen bezit van verschillende Libische steden, waaronder de hoofdstad Tripoli - Vorming van de Nationale Overgangsraad - Militair ingrijpen door de NAVO, Jordanië, Qatar, Zweden en de Verenigde Arabische Emiraten na een VN-mandaat - Op 20 oktober 2011 meldt de Nationale Overgangsraad dat Al-Qadhafi omgekomen is bij gevechten rondom de stad Sirte - Tweede burgeroorlog. Islamistische terroristen nemen Benghazi en Tripoli in. | 25000–30000 | Regering ten val gebracht en voortdurende burgeroorlog                                         |
| Koeweit                | 19 februari 2011                                                         | Eindigde in december 2012 | - Ontslag van het kabinet | 0           | Regering n.a.v. protesten gewijzigd                                                            |
| Marokko                | 20 februari 2011                                                         | Eindigde in maart-april 2012 | - Politieke concessies door koning Mohammed VI - Referendum over constitutionele hervormingen - Burgerrechten respecteren en een einde maken aan de corruptie | 6           | Regering n.a.v. protesten gewijzigd                                                            |
| Mauritanië             | 25 februari 2011                                                         | Eindigde in 2013 | | 3           | Kleinschalige protesten                                                                        |
| Westelijke Sahara/SADR | 26 februari 2011                                                         | Ingetogen sinds mei 2011 | | 0           | Kleinschalige protesten                                                                        |
| Libanon                | 27 februari 2011                                                         | Geëindigd op 15 december 2011 | - Stijging van het minimumloon met 40 procent | 0           | Regering n.a.v. protesten gewijzigd                                                            |
| Israël                 | 15 mei 2011                                                              | Gestopt op 5 juni 2011 | | 67          | Grootschalige protesten                                                                        |
| Irak                   | 21 december 2012                                                         | Geëindigd op 30 december 2013 (Aanhoudend geweld vanaf 2014 tot eind 2017). | - Minister-President Maliki kondigt aan dat hij stopt na zijn tweede termijn - Ontslag van provinciale leiders en lokale autoriteiten | 250+        | Grootschalige protesten                                                                        |
| Totaal aantal doden:   | ca. 250.000 (Internationale schattingen, lopende)                        | * Zes regeringen omvergeworpen (Egypte tweemaal en Jemen tweemaal) - Zes protesten leiden tot gouvernementele veranderingen - Vijf kleine protesten - Vijf grote protesten - Twee burgeroorlogen | |             |                                                                                                |

### Tunesië
De directe aanleiding van de protesten in Tunesië was de dood van de 26-jarige straathandelaar Mohammed Bouazizi, die zichzelf in brand stak nadat hij geen werk kon vinden en getergd werd door corruptie. De dagen die volgden waren er steeds protesten in Mohammeds woonplaats, Sidi Bouzid, om hem te herdenken. De protesten waren gericht tegen de corrupte Destourianpartij die al jaren de scepter zwaait en geleid werd door Zine El Abidine Ben Ali. Vakbonden, advocaten, studenten en internetactivisten sloten zich aan bij het protest dat zich over het land verspreidde en uitten de ontevredenheid over de repressie, de hoge werkloosheid en de stijgende voedselprijzen. Nadat de politie eerst de protesten met geweld wilden uiteenslaan, schakelde Ben Ali het leger in. Toen bleek dat deze niet bereid waren op het volk te schieten vluchtte Ben Ali het land uit. De revolutie in Tunesië wordt gezien als de vallende dominosteen die de protesten in de andere Arabische landen in gang zette.

### Egypte
In Egypte vonden grote demonstraties plaats met als middelpunt het Tahrirplein in de hoofdstad Caïro. Onder andere via sociaalnetwerksites riepen jongeren op om te protesteren tegen het regime van Hosni Moebarak. Deze trad af op 11 februari 2011.

### Jemen
Jemen is het armste land van de Arabische Liga. De stijging van de voedselprijzen kwamen bijgevolg hard aan. De protesten tegen het regime van president Ali Abdullah Saleh begonnen gelijktijdig met de protesten in Egypte en zwollen aan. Nadat de regering scherpschutters inzette op ongewapende betogers om het protest tevergeefs te stoppen, keerden velen zich af van hun president. Enkele ministers en ambassadeurs namen ontslag. Drie generaals besloten hun troepen in te zetten om demonstranten te beschermen.

### Libië
Het conflict in Libië begon in februari 2011 met vreedzame protesten tegen de autoritaire leider Moammar al-Qadhafi. Deze werden beantwoord met geweld. Verschillende legereenheden liepen over naar het kamp van opstandelingen, waardoor de protesten ontaardden in een burgeroorlog. De Verenigde Naties steunt de opstandelingen, verenigd in de Nationale Overgangsraad in Benghazi, door een vliegverbod te handhaven en onder NAVO-commando militaire voertuigen van Qadhafi aan te vallen vanuit de lucht. Na een halfjaar gevechten leken met de val van Tripoli in augustus 2011 de opstandelingen het regime te hebben overwonnen. Op 20 oktober werd de laatste stad (Sirte) veroverd. Op deze dag raakte ook bekend dat Moammar al-Qadhafi om het leven was gekomen na een vuurgevecht. Hierbij liep de opstand in Libië aan een einde. Op 23 oktober werd de bevrijding officieel uitgeroepen.

### Syrië
President Bashar al-Assad van Syrië beloofde bij zijn aantreden, waarbij hij zijn vader opvolgde, hervormingen. Al-Assad speelt de verschillende religieuze en etnische groepen tegen elkaar uit om zijn machtsbasis te verzekeren. De protesten in de regio waaiden uiteindelijk ook over naar Syrië en verspreidden zich vlug over het gehele land. De regering reageerde echter met geweld, er wordt geschoten op betogers en het leger wordt ingezet om de protesten te stoppen. Dit loopt uiteindelijk uit in een burgeroorlog, waarin al meer dan 220.000 slachtoffers zijn gevallen.

### Bahrein
In Bahrein uitte de sjiitische meerderheid zich tegen de soennitische koninklijke familie die het land regeert. De gediscrimineerde Sjiieten bezetten het Parelplein naar het Egyptische voorbeeld op het Tahrirplein. Met hulp van troepen uit buurlanden Saoedi-Arabië en de Verenigde Arabische Emiraten herstelde de regering de orde hardhandig. In juli 2011 startte een 'nationale dialoog', waaraan de belangrijkste sjiitische oppositiepartij meedoet.

### Algerije
In Algerije is president Abdelaziz Bouteflika al sinds 1999 aan de macht, verkiezingen in het verleden zijn waarschijnlijk vervalst. Eind 2010 stegen de voedselprijzen sterk, er is een hoge jeugdwerkloosheid en een tekort aan woningen. Er waren al protesten, maar de Tunesische opstand laaide de protestacties op. Er was echter geen sprake zijn van een breed gedragen protest, mede omdat velen de stabiliteit van het regime waarderen en met de voorbije bloedige burgeroorlog in het achterhoofd.

### Marokko
Marokko wordt geleid door koning Mohammed VI, hij volgde zijn repressieve vader Hassan II op. De nieuwe koning voerde meer vrijheden door en haalde de dialoog aan met de oppositie. Bijgevolg heeft de koning veel krediet bij de bevolking in tegenstelling tot de meeste andere leiders in de Arabische wereld. Er zijn echter ook hier massale demonstraties gekomen die ijverden voor meer rechten voor de Berbers en meer democratie. Grootschalige rellen bleven echter uit. In maart 2011 kondigde de koning democratische grondwetshervormingen aan, met name gericht op (inperking van) de macht van de vorst. Op 17 juni maakte hij bekend dat daartoe op 1 juli het Marokkaans grondwetsreferendum zal worden gehouden.

### Palestina
In Palestina hebben Hamas en Fatah gepoogd hun geschillen bij te leggen en het eens te worden over een nieuwe verkiezingsdatum uit vrees voor protesten. Deze onderhandelingen liepen echter al snel vast zonder dat er reële verzoening was bewerkstelligd.

## Gevolgen
De staatshoofden van vier landen (Egypte, Libië, Tunesië en Jemen) worden ten val gebracht. Daarna zijn in drie van deze vier landen verkiezingen gehouden, wat voordien niet gebeurde. Onderstaande tabel illustreert de uitblijvende ontwikkeling van vrijheid tussen 2010 en 2012. Deze tabel wordt elk jaar gepubliceerd door Freedom House, een Amerikaans onderzoeksinstituut. Landen worden geclassificeerd als free, partly free of not free (vrij, gedeeltelijk vrij of niet vrij). In deze periode vond de Arabische Lente plaats.
| Land                         | Politieke rechten 2010 | Burger rechten 2010 | Status 2010       | Politieke rechten 2011 | Burger rechten 2011 | Status 2011       | Politieke rechten 2012 | Burger rechten 2012 | Status 2012       |
| Algerije                     | 6                      | 5                   | Niet Vrij         | 6                      | 5                   | Niet Vrij         | 6                      | 5                   | Niet Vrij         |
| Bahrein                      | 6                      | 5                   | Niet Vrij         | 6                      | 5                   | Niet Vrij         | 6                      | 6                   | Niet Vrij         |
| Egypte                       | 6                      | 5                   | Niet Vrij         | 6                      | 5                   | Niet Vrij         | 6                      | 5                   | Niet Vrij         |
| Gazastrook                   | 6                      | 6                   | Niet Vrij         | 6                      | 6                   | Niet Vrij         | 6                      | 6                   | Niet Vrij         |
| Iran                         | 6                      | 6                   | Niet Vrij         | 6                      | 6                   | Niet Vrij         | 6                      | 6                   | Niet Vrij         |
| Irak                         | 5                      | 6                   | Niet Vrij         | 5                      | 6                   | Niet Vrij         | 5                      | 6                   | Niet Vrij         |
| Israël                       | 1                      | 2                   | Vrij              | 1                      | 2                   | Vrij              | 1                      | 2                   | Vrij              |
| Jordanië                     | 6                      | 5                   | Niet Vrij         | 6                      | 5                   | Niet Vrij         | 6                      | 5                   | Niet Vrij         |
| Koeweit                      | 4                      | 4                   | Gedeeltelijk Vrij | 4                      | 5                   | Gedeeltelijk Vrij | 4                      | 5                   | Gedeeltelijk Vrij |
| Libanon                      | 5                      | 3                   | Gedeeltelijk Vrij | 5                      | 3                   | Gedeeltelijk Vrij | 5                      | 4                   | Gedeeltelijk Vrij |
| Libië                        | 7                      | 7                   | Niet Vrij         | 7                      | 7                   | Niet Vrij         | 7                      | 6                   | Niet Vrij         |
| Marokko                      | 5                      | 4                   | Gedeeltelijk Vrij | 5                      | 4                   | Gedeeltelijk Vrij | 5                      | 4                   | Gedeeltelijk Vrij |
| Oman                         | 6                      | 5                   | Niet Vrij         | 6                      | 5                   | Niet Vrij         | 6                      | 5                   | Niet Vrij         |
| Qatar                        | 6                      | 5                   | Niet Vrij         | 6                      | 5                   | Niet Vrij         | 6                      | 5                   | Niet Vrij         |
| Saoedi-Arabië                | 7                      | 6                   | Niet Vrij         | 7                      | 6                   | Niet Vrij         | 7                      | 7                   | Niet Vrij         |
| Syrië                        | 7                      | 6                   | Niet Vrij         | 7                      | 6                   | Niet Vrij         | 7                      | 7                   | Niet Vrij         |
| Turkije                      | 3                      | 3                   | Gedeeltelijk Vrij | 3                      | 3                   | Gedeeltelijk Vrij | 3                      | 3                   | Gedeeltelijk Vrij |
| Tunesië                      | 7                      | 5                   | Niet Vrij         | 7                      | 5                   | Niet Vrij         | 3                      | 4                   | Gedeeltelijk Vrij |
| Verenigde Arabische Emiraten | 6                      | 5                   | Niet Vrij         | 6                      | 5                   | Niet Vrij         | 6                      | 6                   | Niet Vrij         |
| Jemen                        | 6                      | 5                   | Niet Vrij         | 6                      | 5                   | Niet Vrij         | 6                      | 6                   | Niet Vrij         |
| Westelijke Jordaanoever      | 6                      | 6                   | Niet Vrij         | 6                      | 5                   | Niet Vrij         | 6                      | 5                   | Niet Vrij         |
| Westelijke Sahara            | 7                      | 6                   | Niet Vrij         | 7                      | 6                   | Niet Vrij         | 7                      | 7                   | Niet Vrij         |

Tegenover deze veranderingen staat echter de instabiliteit die het gevolg is van de Arabische Lente. In Egypte is de politieke stabiliteit sterk afgenomen, en Syrië, Libië en Jemen raakten verstrikt in burgeroorlogen. Ook extremisten hebben van de instabiliteit geprofiteerd. Waar aanvankelijk vooral democratische oppositie het voortouw nam en de fundamentalisten zich door de gebeurtenissen lieten verrassen, zijn in de loop der tijd in verschillende landen de gematigde oppositiepartijen meer en meer gemarginaliseerd door extremisten. De toeristenindustrie in met name Egypte heeft zwaar te lijden hiervan, en in het algemeen trekt de instabiliteit een zware wissel op de economie. Ook zetten in veel regeringen hard in tegen rebellen en demonstranten. Deze toenemende instabiliteit en polarisatie wordt ook wel aangeduid als de Arabische Winter.